# Sybra fusca
Sybra fusca es una especie de escarabajo del género Sybra, familia Cerambycidae. Fue descrita científicamente por Breuning en 1970.
Habita en Papúa Nueva Guinea. Mide 9 mm.